# Quando eravamo repressi
Pour plus de détails, voir Fiche technique et Distribution.
Quando eravamo repressi est un film italien réalisé par Pino Quartullo, sorti en 1992.

## Fiche technique
- Titre : Quando eravamo repressi
- Réalisation : Pino Quartullo
- Scénario : Pino Quartullo
- Musique : Sergio Cammariere, Massimo Nunzi (it) et Sergio Reali
- Photographie : Roberto Meddi (it)
- Pays d'origine : Italie
- Format : Couleurs - Dolby
- Genre : comédie
- Durée : 100 minutes
- Date de sortie : 1992

## Distribution
- Pino Quartullo : Massimiliano
- Alessandro Gassmann : Federico
- Francesca D'Aloja : Isabella
- Lucrezia Lante della Rovere : Petra
- Vittorio Gassman : le sexologue
- Pietro De Silva
- Raoul Bova (non crédité)